# Carlos Alonso González
Carlos Alonso González (Santillana del Mer, 23. kolovoza 1952.), poznatiji kao Santillana, je umirovljeni španjolski nogometaš koji je igrao na poziciji napadača.
Vjerojatno je najpoznatiji po svojim odličnim igrama u madridskom Realu. Iako nije bio visok (samo 175 cm) odlično je igrao "u skoku" te je naširoko cijenjen kao jedan od najboljih španjolskih napadača u povijesti.

## Klupska karijera
Svoju klupsku karijeru započeo je u Racing Santanderu s 19 godina. U 35 utakmica postiže 17 golova i privlači pažnju velikog Reala. Već iduće sezone odlazi u Madrid gdje postiže 10 pogodaka i uvelike pomaže Realu da osvoji Primeru 1971. godine.
Santillana je s Realom osvojio devet španjolskih prvenstava, četiri španjolska kupa i Kup UEFA. Zanimljivo je da, iako je postigao 186 golova, nikad nije osvojio Pichichi.

## Reprezentativna karijera
Santillana ima 56 nastupa za španjolsku reprezentaciju i postigao je 15 pogodaka.
Svoj debi doživio je u utakmici protiv Rumunjske 17. travnja 1975. (1-1).
Igrao je na Svjetskom nogometnom prvenstvu u Argentini 1978. i u Španjolskoj 1982. te tri Europska prvenstva.
Najbolja Santillanina utakmica u nacionalnom dresu bila je ona protiv Malte gdje je postigao četiri pogotka u pobjedi 12-1.

## Vanjske poveznice
- BDFutbol profile
- National team data
- Biography at Real Madrid Fans
- Real Madrid profile